# Huisorde en Orde van Verdienste van Hertog Peter Friedrich Ludwig

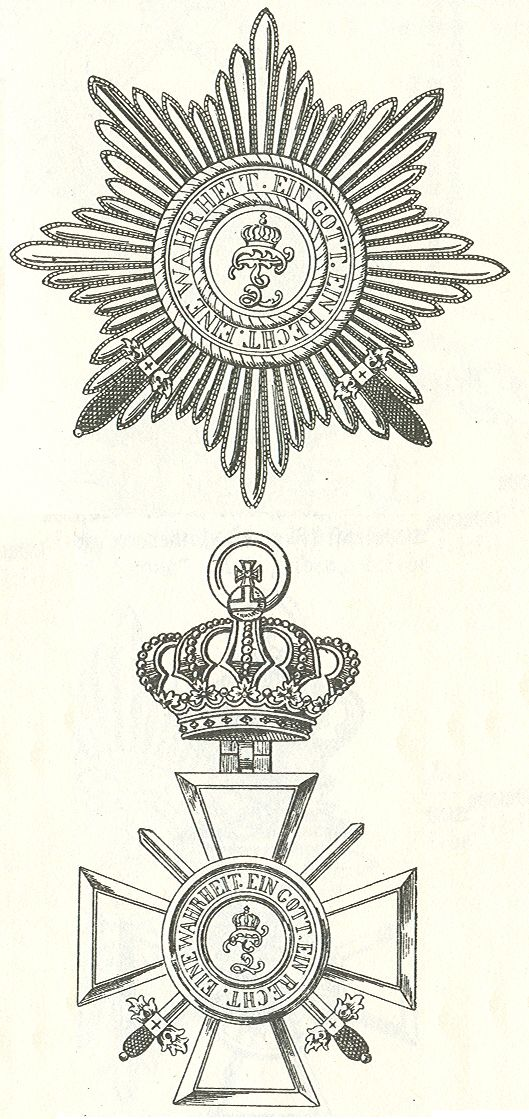
De ster en het grootkruis met de zwaarden in deze orde

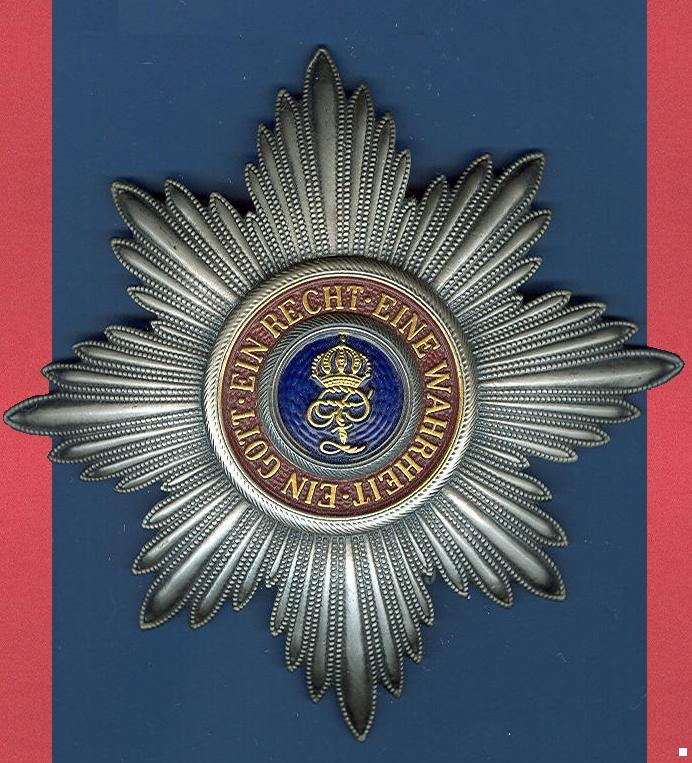
De ster van een grootkruis op het blauwe lint met de rode bies. Particuliere verzameling Groningen.

De Huis- en Verdienstorde van Hertog Peter Friedrich Ludwig, in het Duits Haus- und Verdienstorden des Herzogs Peter Friedrich Ludwig, was een ridderorde van het groothertogdom Oldenburg. De orde werd in 1838 ingesteld en ging, tenminste formeel, in 1918 met de Oldenburgse monarchie ten onder.
Omdat het een "huisorde", een dynastieke orde betreft leert het orderecht dat het hoofd van een voormalige regerende dynastie een dergelijke orde mag blijven verlenen. De vrijstaat Oldenburg heeft de banden met deze orde dus formeel verbroken en zij is als huisorde blijven voortbestaan.
De Oldenburgse Huis- en Verdienstorde van Hertog Peter Friedrich Ludwig werd op 27 november 1838 door groothertog August van Oldenburg gesticht. Het is opmerkelijk dat de groothertog en zijn regering geen onderscheid maakten tussen een huisorde, een privé-aangelegenheid van de vorst, en zijn familie en een orde van verdienste, die een instrument van de regering is.
In het stichtingsakte verwoordde groothertog Paul Friedrich August zijn voornemen als volgt: "In het voornemen, door een bijzondere openlijke onderscheiding de mogelijkheden te vergroten om trouwe onderdanen die zich voor het vaderland verdienstelijk hebben gemaakt bewijzen van Onze tevredenheid en Onze gunst te schenken...". Het fenomeen van de ridderorde was nieuw voor Oldenburg. De groothertogen en hertogen hadden geen orden gesticht en na de Napoleontische tijd waren er alleen medailles verleend voor trouw en verdienste. Er was ook een Medaille voor Verdienste tijdens de Veldtocht van 1815.
De nieuwe ridderorde moest aan de op 27 november 1813 teruggekeerde, eerder door Napoleon afgezette hertog Peter Friedrich Ludwig herinneren. De onderscheiding werd voor bijzondere civiele en militaire verdiensten verleend. De orde kende kapittelridders en ereleden, beiden in vijf klassen. De kapittelridders moesten onderdanen van Oldenburg zijn. De ordedag was de 17e januari.

Het kruis van de orde was wit geëmailleerd en hing, al dan niet onder een kroon, aan een blauw lint met twee rode strepen. Het medaillon draagt het monogram "P.F.L." onder een kroon en het motto van de orde "EIN GOTT * EIN RECHT * EINE WAHRHEIT". Op de keerzijde was het wapen van de groothertog aangebracht.
In 1838 waren er vier graden, Großkreuze, Großkomture, Komture en Kleinkreuze. Deze graden kwamen en de "Erste und Zweite Ordensklasse", die van de Kappitulare en die der Ehrenritter voor. De orde werd al in 1841 hervormd. In dat jaar werden Grootkruisen met en zonder kroon ingesteld. In 1856 kwam de mogelijkheid om het Eretekruis der Eerste Klasse ook met een gouden kroon te verlenen. In 1869 werden de Kleinkreuze ridders in twee graden waarbij alleen de Eerste Klasse ook kapittelridder kon zijn.
De keten van de orde werd in 1863, alleen voor de grootkruisen met de gouden kroon, ingesteld.
In 1903 werd de rang van officier aan de orde toegevoegd.
In 1906 werd vastgelegd dat het zilveren kruis van een ereridder der Tweede Klasse in het vervolg met en zonder kroon kon plaatsvinden. De bestaande ereridders werden nu "ereridder der IIe Klasse met Zilveren Kroon".
In 1910 werden medailles in goud, zilver en brons ingesteld. De medailles werden aan de orde verbonden. De gouden medaille was van verguld zilver.
In 1918 werden "Lorbeerzweige über den Schwertern", twee groen geëmailleerde lauwertakken die op de armen van het kruis en ook op de gouden of zilveren ster werden gelegd aan de orde toegevoegd.
Oldenburg kende, anders dan de meeste Duitse staten, alleen deze ridderorde. Om aan de ingewikkelde 19e-eeuwse eisen van rang en stand en de diplomatieke gebruiken tegemoet te kunnen komen breidde de orde zich in de tachtig jaar van haar bestaan uit van tweemaal vier rangen met twaalf versierselen tot een ingewikkeld decoratiestelsel met minstens negenenveertig verschillende rangen en uitvoeringen.

## De graden in 1918
- De regerend groothertog was grootmeester
- De erfgroothertog was grootprior
- De prinsen van het groothertogelijk huis waren geboren ere-grootkruisen
- Ere-grootkruisen en grootkruisen-kapittelridders

Er waren in deze beide categorieën grootkruisen mèt en zonder kroon, Grootkruisen met en zonder zwaarden, grootkruisen met zwaarden aan de ring, ten minste één grootkruis met een gouden ster en ten minste één grootkruis met Gouden Kroon, zwaarden en lauwerkrans. Ook een grootkruis met diamanten wordt door Nimmergut genoemd. In 1901 werd een grootkruis met zwaarden aan de ring en diamanten uitgereikt
- Ere-grootcommandeurs en grootcommandeurs-kapittelridders

Er waren in deze beide categorieën grootcommandeurs mèt en zonder kroon, grootcommandeurs met en zonder zwaarden en grootcommandeurs met zwaarden aan de ring. Nimmergut noemt ook grootcommandeurs met diamanten en grootcommandeurs met zwaarden en lauwerkrans.
- Ere-commandeurs en commandeurs-kapittelridders

Er waren in deze beide categorieën commandeurs met en zonder zwaarden en commandeurs met zwaarden aan de ring. Nimmergut noemt ook commandeurs met zwaarden en lauwerkrans en commandeurs met briljanten.
Er werden tussen 1839 en 1918 1121 commandeurs benoemd.
- Officieren

Deze in 1903 aan de orde toegevoegde graad werd mèt en zonder de zwaarden en in een gedocumenteerd geval met een lauwerkrans en zwaarden verleend. Het insigne van de officier is een "steckkreuz", een broche die niet aan een lint werd vastgemaakt maar op het midden van de linkerborst werd gespeld. Desondanks bestaat de graad van "Officier met de Zwaarden aan de Ring" wat merkwaardig is omdat er geen ring is. De zwaarden werden daarom boven het kruis gemonteerd.
Er zijn vijf benoemingen tot Officier met de Zwaarden aan de Ring bekend.
Er zijn nooit officieren-kapittelridders geweest.
- Ereridders der Eerste Klasse en ridders-kapittelleden der Eerste Klasse

Dit zijn de vroegere kleinkruisen. Er waren in deze beide categorie kruisen met en zonder zwaard en kruisen met zwaarden aan de ring. Het kruis is van verguld zilver en heeft een gouden beugelkroon als verhoging.
- Ereridders der Tweede Klasse en ridders-kapittelleden der Tweede Klasse

Er waren in deze beide categorieën zilveren kruisen met een verguld medaillon mèt en zonder zilveren kroon en kruisen met en zonder zwaarden; ridderkruisen der Tweede Klasse met zwaarden aan de ring komen, al dan niet met zilveren kroon, eveneens voor.
Deze vormen van de decoratie komen ook in tal van combinaties voor zoals "met kroon en zwaarden aan de ring". Bijzonder is dat Oldenburgse onderdanen kapittelridders in de ene graad en ereridder in een hogere graad konden zijn. Aan het lidmaatschap van het kapittel, de zogenaamde eerste ridderklasse van de orde, was een pensioen van 400 thaler in goud voor de twee grootkruisen-kapittelridders, 300 thaler in goud voor de twee grootcommandeurs-kapittelridders, 200 thaler in goud voor de vier commandeurs-kapittelridders en 100 thaler in goud de twee oudste onder de acht ridders-kapittelleden verbonden. Na 1918 moest de vrijstaat Oldenburg deze verplichtingen overnemen.
Van de insignes van de Ridders-kapittelridders is bekend dat er tussen 1839 en 1918 vijftien exemplaren aan de kanselarij zijn geleverd. Er zijn veel meer exemplaren op de antiquiteitenmarkt in omloop. Deze verschillen sterk van het enige twijfelloos originele exemplaar in de verzameling Friedhelm Beyreiß in het slotmuseum van Jever. Het kan om afwijkende modellen van andere hofjuweliers, privéopdrachten van de kapittelridders, kopieën voor verzamelaars en vervalsingen gaan.
Het aantal Oldenburgse ere-ridders was aan een numerus clausus onderworpen, de leden van de groothertogelijke dynastie niet meegerekend mochten er niet meer dan vier Oldenburgse ere-grootkruisen, vier Oldenburgse ere-grootcommandeurs en acht ere-commandeurs zijn. Het aantal ere-ridders in iedere klasse was tot vierentwintig beperkt.
De versierselen van de orde moesten in geval van bevordering binnen de eerste of tweede ridderklasse worden teruggestuurd aan de kanselarij in Oldenburg. Bij bevordering binnen dezelfde ridderklasse moest het lagere versiersel worden teruggegeven.
In het zeer standsbewuste en sociaal gestratificeerde wilhelminische Duitsland was het ondenkbaar dat iemand die geen "Herrschaft" was, zoals een onderofficier of een man die met zijn handen zijn brood verdiende ridder in een ridderorde zou kunnen worden. Daarom werden aan tal van Duitse ridderorden kruisen en medailles verbonden. De dragers van deze onderscheidingen mochten zich met de ridderorde verbonden voelen maar zij waren géén lid van het uitgelezen gezelschap.

## Erekruisen
Het "Allgemeines Ehrenzeichen", ook erekruis genoemd, was in 1838 ingesteld. Het ereteken was aan de orde verbonden maar de dragers waren geen ridders. Men verleende het ereteken aan de lagere beambten van het hof, middenstanders en onderofficieren. In 1856 werden een kroon, zwaarden en zwaarden aan de ring aan het ereteken toegevoegd.
- Erekruis in Goud met Kroon

Dit verguld bronzen of verguld zilveren kruis werd in 1856 ingesteld om een graad tussen het ridderkruis en de gouden kruisen der Ie Klasse te kunnen uitreiken.
- Erekruis in Goud
- Erekruis in Zilver
- Erekruis in staal

De vier erekruisen werden ook met zwaarden, en met zwaarden aan de ring, verleend.
Men noemt deze onderscheidingen meestal "Ehrenkreuz I. Klasse" enzovoort. In de oudere beschrijving door Maximilian Gritzner is sprake van een "Allgemeines Ehrenzeichen in Gold".

## De versierselen

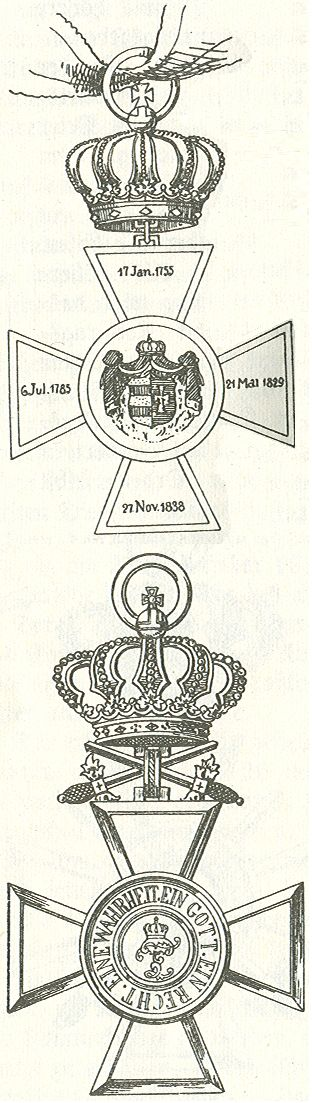
Keerzijde van het commandeurskruis en voorzijde van een kruis "met zwaarden aan de ring".

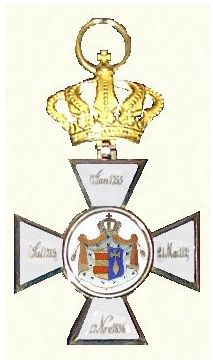
Keerzijde van het grootkruis met de (gouden) kroon.

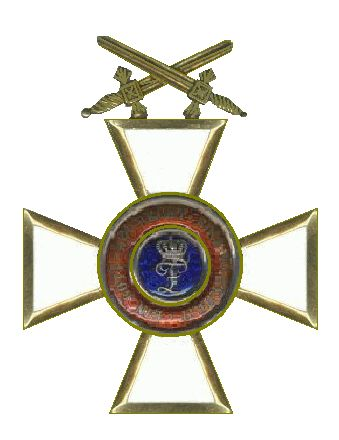
Officierskruis met Zwaarden aan de Ring

De versierselen werden vervaardigd aan de hand van de door de kanselarij ter beschikking gestelde tekeningen en gedrukte voorschriften. Hofgoldschmied Bernhard Knauer in Oldenburg heeft een aantal kruisen van zijn stempel voorzien. Er zijn ook kruisen die geen fabrieks- of juweliersmerk dragen. Ook de keuren voor het edelmetaal en de daar bijbehorende jaarletter ontbreken.
- Het kleinood van de orde is een zogenaamd kruis pattée met witgeëmailleerde armen met brede gouden of zilveren randen. Het centrale blauwe medaillon draagt een donkerrode ring met het motto van de orde. In het medaillon is het gekroonde gouden groothertogelijke monogram "PFL" aangebracht.

De keerzijde van het kruis heeft een wit medaillon met daarop een eenvoudige weergave van het Oldenburgse rijkswapen met beugelkroon en wapenmantel. Op de wit geëmailleerde armen staan de data "17 Jan. 1775", "6 Juli 1785", "21 Mai 1829" en "27 Nov. 1838". Deze data komen overeen met de geboortedag, de troonsbestijging en de sterfdag van hertog Peter Friedrich Ludwig. De laatste datum is die van de dag waarop de orde werd gesticht. Het medaillon heeft geen ring.
Als verhoging voor de versierselen koos de groothertog voor een ongevoerde beugelkroon met acht opstaande diademen. Een scharnier tussen kruis en verhoging en ring die door de bal onder het kruis loopt zorgen voor een beperkte bewegelijkheid.
De versierselen van de ridders waren tot 1906 van goud en zilver waarbij goud in diverse kleuren, in een alliage met koper gaat goud "blozen" en is het iets rossig, werd gebruikt. Na 1906 werd in plaats van goud verguld zilver gebruikt. De medailles en erekruisen waren nooit van goud, zij werden altijd al van verguld zilver of verguld brons vervaardigd. Er zijn erekruisen der IIe klasse in verzilverd brons bekend.
Ook tijdens de Eerste Wereldoorlog toen de door grondstoftekorten getroffen Duitse regeringen ertoe overgingen om decoraties uit "oorlogsmetaal" zoals zink te vervaardigen bleef Oldenburg met verguld zilveren kruisen en medailles en erekruisen uit verguld zilver, brons, zilver en staal werken.
In de armen van het kruis kunnen voor verdiensten in oorlogstijd twee zwaarden worden aangebracht.
Tussen het kleinood en de verhoging, een scharnierende beugelkroon, zijn bij de dragers van de zwaarden aan de ring twee kleine gekruiste zwaarden bevestigd.
In eerste instantie droegen de op 17 januari 1841 ingestelde grootkruisen der Tweede Klasse, de zogenaamde "ere-grootkruisen zonder Kroon" en "grootkruisen-kapittelridders zonder kroon" een groot gouden kleinood, een zogenaamd grootkruis, zonder kroon. Al snel werd besloten dat beide graden een kroon boven hun grootkruis zouden dragen maar dat het versiersel en de kroon van de grootkruisen zonder Kroon in het vervolg geheel van geëmailleerd zilver zou zijn. Het besluit leidde ertoe dat een decorandus benoemd werd tot ere-grootkruis zonder Kroon en desondanks een grootkruis mèt kroon kreeg uitgereikt.
- De ster is van zilver, in en enkel geval van goud, en heeft achttien stralen. De diameter is 10½ centimeter en de zilveren ster is iets gewelfd. De lancetvormige stralen zijn fraai bewerkt met een parelrand en zodanig geplaatst dat de ster acht punten heeft. In het midden van de ster is een groot medaillon, gelijk aan dat van het kleinood, geplaatst. In het geval van een verlening van een grootkruis of een grootcommandeurskruis met de zwaarden worden twee ontblote zilveren zwaarden met gouden gevesten op de diagonale stralen gelegd. De ster van de grootkruisen werd op de linkerborst gedragen terwijl de grootcommandeurs een ster op de rechterborst droegen. Er zijn sterren bekend die met diamanten werden bezet. Dergelijke onderscheidingen met briljanten werden incidenteel aan staatshoofden of bij wijze van kostbaar geschenk verleend. Zij kunnen niet worden gezien als een graad in de orde.

- De verguld zilveren keten waaraan de Grootkruisen met de Gouden Kroon hun kleinood mochten dragen was bijzonder kostbaar uitgevoerd. Zij bestaat uit veertien medaillons en is negentig centimeter lang. Er zijn twee modellen bekend; het eerste model werd van 1863 tot 1865 gebruikt en de tweede uitvoering van 1865 tot 1918.

De medaillons hebben afwisselend de vorm van het medaillon zoals dat ook op de kruisen is aangebracht en een omkranst wapen van Oldenburg.

Aan de voorzijde is de keten gesloten met een grote schakel in de vorm van een monogram van de stichter, Op de achterzijde is een sluiting in de vorm van het dubbele gekroonde monogram van Peter Friedrich Ludwig bevestigd. Er zijn ook "halve ketens" bekend. Een dergelijke keten werd aan de epauletten vastgemaakt en was veel lichter om te dragen. De keten werd van 1838 tot 1841 door alle grootkruisen gedragen. In 1841 werd bepaald dat er grootkruisen in twee klassen, met en zonder kroon, en met en zonder keten, zouden zijn.
- Het lint van de orde is blauw met een smalle rode bies. De breedte van het lint is afhankelijk van de graad waarin de orde werd toegekend. Zo droeg een Grootkruis een kruis dat "een handpalm breed was" dat is 10½ centimeter over de rechterschouder. Op de linkerheup was geen rozet of strik, maar naar Duitse trant een eenvoudig verticaal stukje band vastgezet. De grootcommandeur en commandeur droegen het kleinood aan een lint van respectievelijk vijf en drieënhalf centimeter breed om de hals. Het lint van de ridders was zoals gebruikelijk "drie vingers breed" wat overeenkomt met 5½ centimeter.[15]

- Het officierskruis is gelijk aan het kleinood van de orde maar de achterzijde is vlak en van een gesp voorzien. De officierkruisen zijn van verguld zilver.

- Het erekruis is gelijk aan het kleinood van de orde maar het is niet geëmailleerd. Het materiaal kan verguld zilver, verguld brons, verzilverd brons, zilver en zwart gemaakt ijzer zijn.

- Het uniform dat op 17 januari 1863 in een bekendmaking als ordekleding werd voorgeschreven was typisch voor zijn tijd. Men had de mantels van de barokke orden achter zich gelaten en kleedde zich voor plechtigheden van de orde naar militaire snit. In dit geval werd voor de Oldenburgse nationale kleuren gekozen want de voorgeschreven rok was donkerblauw met scharlakenrode omslagen en dito opstaande kraag. Op de voorzijde van de jas werden negen centimeter brede rode rabatten, overnaads aangebrachte sierstroken, genaaid en de vergulde knopen droegen hetzelfde monogram als het medaillon van de orde.

Op het hoofd droegen de ridders een zwarte steek met een grote Oldenburgse kokarde waarin een gouden agraffe met rode en blauwe kordons of linten en witte veren was gestoken. De broek was blauw en bij groot-gala wit. De ridders droegen aan hun zijde een vergulde degen aan een gouden koppelriem met blauw en rode portépée. Op de schouders werden rode epauletten met gouden tressen, gouden bouillons en maan gedragen. Op de epauletten waren kleine zilveren sterren van de orde bevestigd.
Het kostbare kostuum was bij aanwezigheid aan het groothertogelijk hof voorgeschreven voor die ridders die geen militair kostuum of ambtskostuum droegen.

## De draagwijze
De wijze waarop men de onderscheidingen droeg werd vastgelegd in de statuten en geregeld door protocol en etiquette. In de eerste jaren was het gebruikelijk om de versierselen iedere dag op rok en militair uniform te dragen. Later in de 19e eeuw kwamen de baton, een klein stukje lint op een kartonnen balkje, en de knoopsgatversieringen zoals rozetten en rozetten op stukjes goud- of zilvergalon, in de mode. Op rokkostuums droeg men miniaturen aan een kort stukje lint. In Duitsland waren kettinkjes met daaraan de miniaturen van de onderscheidingen ook populair.
De keten van de orde werd alleen gedragen wanneer de groothertog daarom vroeg. Meestal ging het dan om zeer plechtige gelegenheden en ontvangsten. De uitnodiging schreef in zo'n geval het dragen van een keten voor waarbij het grootlint werd weggelaten.

## Grootmeesters en grootpriores
De orde heeft in de 19e en vroege 20e eeuw drie grootmeesters en twee grootpriores gekend. De groothertogen volgden elkaar immers op als grootmeester en hun oudste zoon en troonopvolger, de erf-groothertog, was door de statuten aangewezen als grootprior. Prins Nicolaas Frederik Peter was al op eenjarige leeftijd grootprior.
Van links naar rechts zijn afgebeeld de man die zijn naam aan de orde gaf, de groothertog Peter Friedrich Ludwig, de stichter en eerste grootmeester Paul Frederik August van Oldenburg (1783 - grootmeester van 1829 tot 1853). De eerste grootprior (1838 - 1853) en tweede Grootmeester (1853 - 1900) Nicolaas Frederik Peter van Oldenburg en de tweede grootprior (1853 - 1900) en derde Grootmeester (1900 - 1918) Frederik August van Oldenburg.
De in 1897 geboren erfgroothertog Nikolaus Friedrich Wilhelm von Oldenburg volgde zijn vader in 1900 als derde grootprior op. In 1931 werd hij op zijn beurt de vierde grootmeester van wat nu een dynastieke orde van het voorheen regerende groothertogelijk huis was. In 1970 volgde het huidige hoofd van de familie, de in 1923 geboren Anton Günther von Holstein-Gottorp, Herzog von Oldenburg zijn vader op als de vijfde grootmeester, Zijn in 1955 geboren zoon Christian Nicholas Udo Peter von Holstein-Gottorp, Herzog von Oldenburg zou de vijfde Grootprior zijn.

## De kapittelridders
Het draagteken van de kapittelridders, de Eerste Ridderklasse van de orde, verschilde per rang. Zij droegen naast hun grootkruis, commandeurskruis of ridderkruis ook een rond medaillon, gelijk aan het medaillon in het kleinood, met een doorsnede van vier centimeter aan een twee vingers breed lint van de orde op de linkerborst.

Hoewel het insigne rond en niet kruisvormig was werd het in de statuten van de orde een "Kapitularkreuz" genoemd.

Bij de twee grootkruisen-kapittelridders was het medaillon tot 1903 van goud en daarna van verguld zilver. Het medaillon is met gouden eikenkrans omringd. Ook de kroon boven het insigne is van goud of verguld zilver.

De twee grootofficieren-kapittelridders droegen hetzelfde insigne maar met een zilveren kroon en een zilveren eikenkrans.

De vier commandeurs-kapittelridders droegen een gouden, na 1903 verguld zilveren, insigne zonder kroon.

De acht ridders-kapittelleden droegen een zilveren medaillon zonder kroon. Alleen de kleinkruisen en de latere ridders der Eerste Klasse konden lid van het Kapittel van de orde zijn. De groothertog en de troonopvolger droegen het kapittel-grootkruis. Het zilveren kapittelkruis zonder kroon werd ook door de twee officieren of beambten van de orde, niet te verwarren met de officieren in de orde, gedragen. De orde kende een orde-secretaris en een orde-rentmeester.
Wanneer iemand in het kapittel werd opgenomen zonder (ere)ridder in enige graad van de orde te zijn dan werd hij, de orde werd alleen aan heren toegekend, automatisch ridder der Ie Klasse in de Huisorde en Orde van Verdienste van Hertog Peter Friedrich Ludwig.
De in 1903 ingestelde graad van officier gaf merkwaardig genoeg geen recht op het lidmaatschap van het kapittel maar een officier in de orde kon wel als ridder-kapittelridder lid van het kapittel worden. In dat geval bekleedde hij twee rangen binnen de orde.
Omdat het aantal kapittelridders beperkt was zijn de insignes zeldzaam. Tussen 1839 en 1918 werden vijftien kapittelkruisen voor een Grootkruis, vijf Kapittelkruisen voor een grootcommandeur, zeven kapittelkruisen voor een commandeur en vijftien zogenaamde kruisen van de tot 1860 "Kapitular - Kleinkreuze" genoemde ridders geleverd aan de kanselarij in Oldenburg.
De kapittelridders kwamen ieder jaar op de zeventiende januari bijeen om samen met de grootmeester en de grootprior, de groothertog van Oldenburg en zijn erfgenaam, te beraadslagen over de orde. Men besprak, wanneer er een vacature was, de benoeming van een of meer nieuwe kapittelridders.
Gedegradeerde officieren en zij die voor de strafrechter waren veroordeeld werden door het kapittel uit de orde gezet omdat een oneervol vonnis een man "eerloos" maakte.
Aan het lidmaatschap van het kapittel was een pensioen van 400 thaler in goud, na 1892 werd dat 1600 rijksmark, voor de twee grootkruisen-kapittelridders, 300 thaler in goud, later 1200 rijksmark, voor de twee grootcommandeurs-kapittelridders, 200 thaler in goud of 900 rijksmark voor de vier commandeurs-kapittelridders en 100 thaler in goud, later omgezet in 600 rijksmark voor de twee oudste onder de acht ridders-kapittelleden verbonden. Deze pensioenen werden levenslang uitgekeerd en waren tot 1892 min of meer waardevast omdat zij in goud werden uitbetaald. Er was niet voorzien in een pensioen voor de weduwen van de leden van het kapittel.

## De heraldiek
Het wapenschild op de versierselen van de orde is een sterk vereenvoudigde weergave van het grote wapen van de Oldenburgse groothertogen. Het grote wapen bevat zoveel kwarteren dat het onbruikbaar is op kleine objecten. Men beperkte zich daarom tot de wapens van het graafschap Oldenburg en de heerlijkheid Delmenhorst.
Er zijn, zoals afgebeeld, twee versies van het Oldenburgse wapen getekend. De eenvoudigste en waarschijnlijk oudste tekening is een eenvoudige maar correcte weergave van het schild en draagt een weinig gedetailleerde mantel en een kroon met vijf zichtbare opstaande diademen. Op andere keerzijden van het kruis is een veel meer gedetailleerde tekening aangebracht. De wapenmantel is veel ingewikkelder geplooid en de kroon is correct en gedetailleerd weergegeven. Beide tekeningen komen zowel op de grootkruisen als de ridderkruisen voor en het dus niet zo dat men bij ridderkruisen voor een eenvoudiger emailleschildering heeft gekozen. Misschien is er bij de meer gedetailleerde wapentekening een transfertechniek gebruikt waarbij een gedrukte afbeelding werd ingebrand in het glazuur.
Op de niet geëmailleerde en beschilderde erekruisen is het wapen in reliëf aangebracht.
De Oldenburgse groothertog voerde de keten niet in zijn wapen. De keten mocht volgens heraldisch gebruik wel rond het wapenschild gelegd worden.
Op de groothertogelijke standaard is het wapen wel omhangen met een gedetailleerd weergegeven keten. Op de "Landesflagge", een vlag die op overheidsgebouwen werd gehesen staat de keten niet afgebeeld.
Ook andere dragers van het grootkruis met kroon konden de keten desgewenst om hun wapenschild hangen. Omdat de meeste van deze heren, en een enkele dame zoals Koningin Wilhelmina der Nederlanden, regerende vorsten waren en hun eigen onderscheidingen in hun wapen voerden ziet men de keten buiten de wapens van de Oldenburgse adel en het Oldenburgse vorstenhuis zelden als pronkstuk.
Koningin Wilhelmina voerde als Koningin der Nederlanden geen vreemde onderscheidingen in haar wapen dat ook het Wapen van het Koninkrijk der Nederlanden is.
Ridders en commandeurs konden het wapen aan een lint om hun wapenschild hangen.

## Het benoemingsbeleid

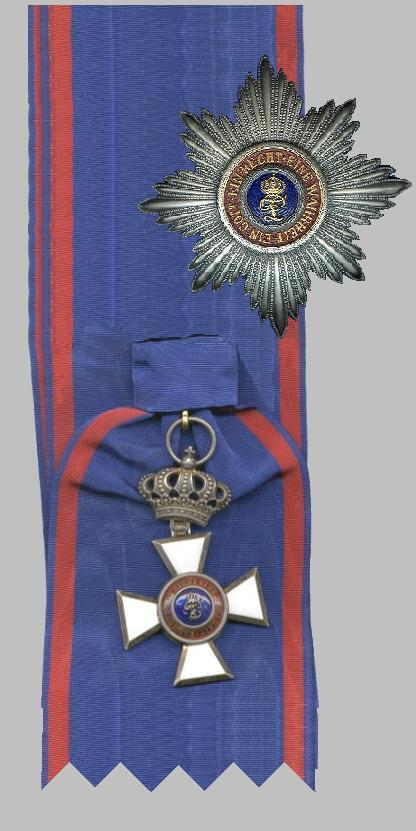
De ster en het lint van een grootkruis in deze orde. De zilveren kroon en het zilveren versiersel laten zien dat het om de insignes van een zogenaamd "Grootkruis zonder Kroon" ging. Particuliere verzameling Groningen.

Anders dan de tegenwoordige orden van verdienste als de Orde van Oranje-Nassau of de Bundesverdienstorden van de Bondsrepubliek Duitsland was de Oldenburgse Huisorde en Orde van Verdienste van Hertog Peter Friedrich Ludwig een orde met een sterk ambtelijk karakter. De orde fungeerde als huisorde voor de dynastie en speelde een rol in het diplomatieke verkeer. Er werden militairen onderscheiden maar in vredestijd waren deze benoemingen strikt gerelateerd aan de dienstgraad en het aantal dienstjaren. Dat gold ook voor de ambtenaren en de hovelingen, een "Geheimrat" kon uitrekenen wanneer hij de orde zou krijgen en wist ook op welke graad hij mocht rekenen.
De burgerij was aangewezen op de erekruisen in de orde. Deze mochten onbeperkt worden verleend en met een Erekruis in Goud met Kroon en drie andere erekruisen, aangevuld met drie medailles waren er zeven niveaus waarop een verdienstelijk Oldenburger voor zijn verdiensten kon worden beloond.
De orde is, zeker in de hoogste graden, vrij zeldzaam. De groothertogen verleenden haar in totaal 5439 maal. De meeste benoemingen waren uiteraard in de laagste graden. Na 1856 werden kruisen met zwaarden aan militairen toegekend. Er zijn 443 van deze benoemingen opgetekend. Oldenburg was betrokken bij de Eerste Duits-Deense Oorlog (1848-1851), de Tweede Duits-Deense Oorlog (1864), de Pruisisch-Oostenrijkse Oorlog (1866), de Duits-Franse Oorlog (1870-1871) en de Eerste Wereldoorlog.
Een deel van de benoemingen in de orde betreft de naar Pruisisch voorbeeld uitgereikte kruisen met "zwaarden aan de ring". Deze zwaarden aan de ring werden toegekend wanneer een heer eerst een kruis met de zwaarden had verworven en later, in een civiele hoedanigheid, werd bevorderd tot een hogere graad in de orde. Men hield de zwaarden dan niet aan maar de eerdere onderscheiding werd aangeduid met twee kleine gekruiste zwaarden onder de kroon of boven het officierskruis. Tijdens de Eerste Wereldoorlog werden 107 kruisen met zwaarden en 7 erekruisen met zwaarden verleend.
De bronnen spreken elkaar tegen over de verleningen van de lauwerkrans, de "Lorbeer". Op att.net staat vermeld dat er acht benoemingen zijn geweest in diverse graden. Deze bron noemt Ludendorff niet.
In 1918, op een moment dat de Duitse vorsten meenden dat zij in de Eerste Wereldoorlog aan de winnende hand waren, verleende de groothertog een "Bruststern zum Großkreuz mit Schwertern und Lorbeer", een ster met een op de zilveren stralen gelegde lauwerkrans van goud en groene emaille, aan veldmaarschalk Paul von Hindenburg, ook de tweede man van het Duitse leger, de Generaalkwartiermeester Ludendorff zou volgens sommige bronnen een dergelijke ster hebben ontvangen. Er lijken meerdere van deze sterren te zijn besteld en een daarvan werd in 2007 geveild.
Anton Günther hertog van Oldenburg en titulair groothertog van Oldenburg (1923) noemt zich nog steeds de grootmeester van deze huisorde. Hij heeft de orde en zijn aanspraken op het grootmeesterschap laten registreren door de Commission Internationale d’Etudes des Ordres de Chevalerie.
De titulair-groothertog maakt spaarzaam gebruik van zijn benoemingsrecht.

## Bekende dragers
- Koningin Wilhelmina der Nederlanden. De vorstin was door haar huwelijk met prins Hendrik en via haar moeder verwant met de Oldenburgse groothertogen die zij dan ook geregeld bezocht. Voor haar werd een uitzondering op de regel dat men dames niet decoreerde gemaakt. De keten en de andere versierselen van de koningin worden in het Huisarchief in 's-Gravenhage bewaard.
- Wilhelm II van Duitsland, zie de Lijst van ridderorden van Wilhelm II van Duitsland

De meeste regerende Europese vorsten, zeker de verwanten in Rusland, Scandinavië en Groot-Brittannië en aan de protestantse hoven in Duitsland werden in de Huisorde en Orde van Verdienste van Hertog Peter Friedrich Ludwig opgenomen.
- Alexander von Falkenhausen, de militair gouverneur van België tijdens de Tweede Wereldoorlog was ridder der Eerste Klasse met de Zwaarden en Lauwerkrans.
- Friedrich Ritter von Haack, de beroemde Beierse infanteriegeneraal was ridder der Eerste Klasse met de Zwaarden. Hij droeg ook de Orde Pour le Mérite en de Beierse Militaire Max Jozef-Orde.
- Paul von Hindenburg - De veldmaarschalk werd driemaal in de Huisorde en Orde van Verdienste van Hertog Peter Friedrich Ludwig onderscheiden. Hij was commandeur, werd bevorderd tot grootkruis met de Kroon met Gouden Ster en kreeg op het moment dat de oorlog al reddeloos verloren was nog een grootkruis met de zwaarden en lauwerkrans.
- Paul Emil von Lettow-Vorbeck - De vindingrijke verdediger van Duits-Oost-Afrika werd grootcommandeur met de Zwaarden en Lauwerkrans.
- Erich Ludendorff - De generaalkwartiermeester van het Duitse leger in de Eerste Wereldoorlog droeg volgens sommige bronnen het grootkruis in zilver met zwaarden en lauwerkrans.
- Helmuth von Moltke - De geniale chef van de Generale Staf van het Pruisische leger (1857–1888) en overwinnaar in vier opeenvolgende oorlogen kreeg het grootkruis met de kroon en de zwaarden.
- Reinhard Scheer - Deze admiraal commandeerde de Duitse slagschepen in de Slag bij Jutland. Hij droeg het grootkruis met de zwaarden.
- Alfred von Tirpitz - De grootadmiraal en architect van de voor Duitsland funeste vlootpolitiek droeg het grootkruis.

## Het Friedrich August-Kruis
In september 1914 heeft de groothertog een Friedrich August-Kruis in twee klassen ingesteld dat ten minste voor dienst aan het front, aan het blauwe lint met de rode biesen van de huisorde gedragen zou worden. Dat betekent niet dat deze decoratie deel uitmaakt van de huisorde of daaraan is verbonden.